# 유리 멜니첸코
유리 바실리예비치 멜니첸코(러시아어: Ю́рий Васи́льевич Мельниче́нко, 1972년 6월 5일~)는 카자흐스탄의 레슬링 선수, 지도자이다. 올림픽에 2회 참가했으며 1996년 하계 올림픽 그레코로만형 밴텀급 부문에서 금메달을 획득했다. 또한 세계 선수권 대회에서 금메달 2개, 은메달 2개, 아시안 게임에서 금메달 1개, 아시아 선수권 대회에서 금메달 2개, 은메달 1개를 획득했다.
2000년 하계 올림픽 페더급에서는 19위를 했다.
현역에서 은퇴한 후에는 레슬링 코치로 일했다. 2000년부터 2004년까지 그는 카자흐스탄 레슬링 국가대표팀을 이끌었고, 2004년 하계 올림픽 은메달리스트 게오르기 추르추미야는 그의 제자이다. 그 후 카자흐스탄 레슬링 연맹의 부회장을 역임했다. 